# Kesäkeitto

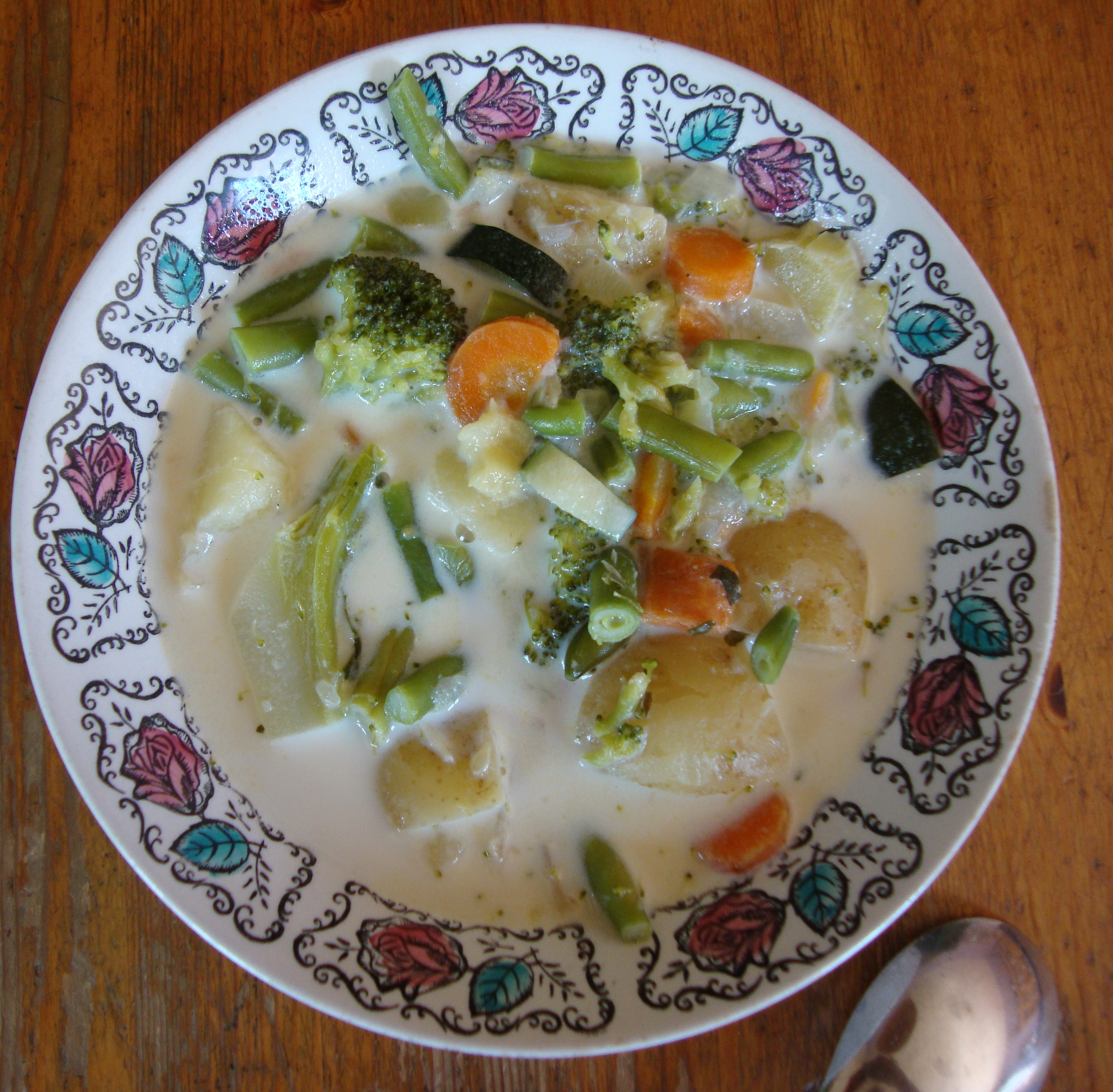
Un plato de kesäkeitto.

Kesäkeitto (pronunciación en finés: /ˈkesæˌkei̯t̪ːo/; Sopa de verano) es una sopa de verduras tradicional de la cocina finlandesa cocinada en leche con mantequilla, patatas, zanahorias, guisantes, coliflor y posiblemente otras verduras de temporada. Durante las guerras de la década de 1940, la sopa de verano era muy popular en Finlandia porque la disponibilidad de muchos alimentos era inconsistente, satisfacía y podía prepararse con ingredientes del jardín. Por esta razón, los suecos que viven en Finlandia lo llamaron snålsoppa (snål significa "tacaño").